# シュガーシスター1/2
『シュガーシスター1/2』（シュガーシスターにぶんのいち）は、鷹野新による日本のライトノベル。イラストはシロウが担当している。電撃文庫（アスキー・メディアワークス）から2012年4月より刊行されている。

## 登場人物
篠崎朔良
『廃竜』という『滅尽』の能力を持つ高校1年生。ヒメの双子の弟。呼び名は『クラ』。
ヒメ
家神としてクラに憑いている幽霊。普段は周囲の人に見えないが、クラの体液を取り入れれば実体化できる。クラの双子の姉。
比売守ユツキ
比売守の一族から派遣された幼女。背中のテディベアに格納されているM4カービンに装着したM26 MASSで戦う。いつもゴスロリの服を着ている。
一之瀬蒼
クラたちのクラスのアイドル的存在。クラに好意を抱いている。
木継千夏
圭祐の姉で実体化していないヒメに触れられる。日常的にヒメにセクハラまがいの行為を行う。高校の生徒会長をしている。
木継圭祐
千夏の弟でクラの小学校時代からの友達。

## 既刊一覧
- 鷹野新（著）・シロウ（イラスト） 『シュガーシスター1/2』 アスキー・メディアワークス〈電撃文庫〉、既刊2巻（2012年8月10日現在）
  1. 2012年4月10日発売[1]、ISBN 978-4-04-886548-7
  2. 2012年8月10日発売[2]、ISBN 978-4-04-886792-4